# Omar Viñole
Omar Viñole (General Villegas, provincia de Buenos Aires, 1904 – Tigre, provincia de Buenos Aires, 1967) fue un prolífico escritor, poeta, filósofo, intelectual y artista performático argentino de vanguardia, conocido popularmente como “El hombre de la vaca”. Se destacó especialmente durante las décadas de 1930 y 1940, recurriendo al escándalo y la provocación como recursos para satirizar las costumbres, los valores y las instituciones de su tiempo, y para manifestar su inconformismo frente al rumbo político y social de la Argentina, en particular durante la llamada Década Infame. A lo largo de su vida, publicó más de cuarenta libros dedicados a temáticas variadas, como ensayos filosóficos, poesía, narrativa y textos de contenido político y social.

## Córdoba
Omar Viñole nació en General Villegas, provincia de Buenos Aires, en 1904, pero desarrolló su formación académica y sus primeros años de actividad profesional en la Provincia de Córdoba, donde se graduó de veterinario en 1932. Ejerció en la Municipalidad de Córdoba hasta 1935 y, al mismo tiempo, presidió la Sociedad Protectora de Animales de esa provincia. Durante estos años, redactó cerca de sesenta monografías científicas, algunas de ellas publicadas, entre las que se encuentran "Tuberculosis bovina", "Psiquismo y deficiencias cardiovasculares en los intelectuales", "La guerra bacteriológica o el exterminio de la humanidad por infecciones" y "La anquilostomiasis en la República Argentina". Las primeras controversias públicas de Viñole se registraron durante su etapa en Córdoba y estuvieron vinculadas a iniciativas culturales y políticas. En ese contexto, fundó la revista Urotropina y creó la llamada "Universidad Popular del Pueblo San Martín", también conocida como la "Universidad Sin Techo". Esta institución funcionaba al aire libre en una plaza, y de ella fue fundador, rector y único docente. Otorgaba títulos irónicos y críticos, que según Viñole no diferían en nada de los otorgados por las universidades tradicionales, tales como "Ingeniero de sonidos", "Arquitecto de escándalos", "Doctor depravatius causas" y "Doctor en dignidad". El propósito de esta iniciativa fue poner en cuestión las ideas tradicionales sobre el conocimiento y la enseñanza, desafiando la autoridad de las instituciones académicas. Viñole sostenía que "lo que está en los libros no es necesario enseñarlo", en alusión al rol pasivo que, según él, se promovía en los ámbitos universitarios. Además, Viñole incursionó en la política local con la creación del Partido Pan, a través del cual intentó postularse a Gobernador de Córdoba. El programa de su agrupación incluía propuestas como el voto femenino, el estímulo al cooperativismo, leyes antimonopolios, la prohibición de legisladores mayores de 50 años, el fomento del deporte y políticas eugenésicas. La iniciativa no prosperó y su participación en la política cordobesa fue breve.

## Buenos Aires

Fotografía de Omar Viñole (izq)

A fines de 1934 y comienzos de 1935, Viñole se trasladó a Buenos Aires, donde se autodefinió como "famoso mediático" y "empresario de escándalos". En la capital, recibió el respaldo del diario Crítica, dirigido por Natalio Botana, que colaboró en la difusión de sus conferencias, presentaciones públicas y le brindó espacio tanto en sus páginas como en la revista Multicolor de los Sábados, publicación literaria y cultural perteneciente a ese medio.
Viñole fue considerado un precursor y pionero en América Latina del arte de acción o arte performático. En aquella época, estas prácticas artísticas se denominaban "manifestaciones", término que reflejaba su carácter experimental y contestatario dentro del contexto cultural vigente. A través de estas manifestaciones, que se caracterizaron por su naturaleza provocadora y de avanzada, Viñole satirizó y criticó a figuras de poder, incluyendo políticos, escritores y miembros de las élites gobernantes, lo que contribuyó a su reconocimiento como un artista inclasificable dentro del ámbito cultural argentino.
Entre sus performances o manifestaciones más conocidas se destacaron los paseos que realizó acompañado de una vaca por distintos puntos de la ciudad de Buenos Aires, como la calle Florida, la Costanera, el acceso al Jockey Club Argentino, el Congreso de la Nación, la Academia Argentina de Letras y la redacción del diario La Prensa. Durante esos recorridos pronunciaba discursos y mensajes de contenido revolucionario dirigidos a la vaca, que había sido previamente alimentada con laxantes con el propósito de que defecara en espacios vinculados a sectores de la alta sociedad. Asimismo, ofreció conferencias, entre las que se encuentra “La no existencia de locos y muertos y la no existencia de razas”, presentada en el Teatro Avenida, donde se exhibió semidesnudo, cubierto únicamente con un taparrabos. En marzo de 1935 participó en un combate de lucha libre (catch) en el estadio Luna Park, enfrentando al luchador ruso Martín Zikoff, con el objetivo de demostrar que “el cerebro no está reñido con el músculo”. En esa ocasión llevó consigo a la vaca, que permaneció atada en un rincón del cuadrilátero, y fue declarado vencedor tras la descalificación de su oponente. Viñole mantuvo frecuentes enfrentamientos con la policía, aunque solía argumentar en su defensa que “no era él quien perturbaba, sino la vaca”. Extendió además sus manifestaciones a otras ciudades como Montevideo y Mar del Plata, donde sus acciones generaron reacciones de rechazo e indignación en distintos sectores sociales.

## Estilo, pensamiento e influencias

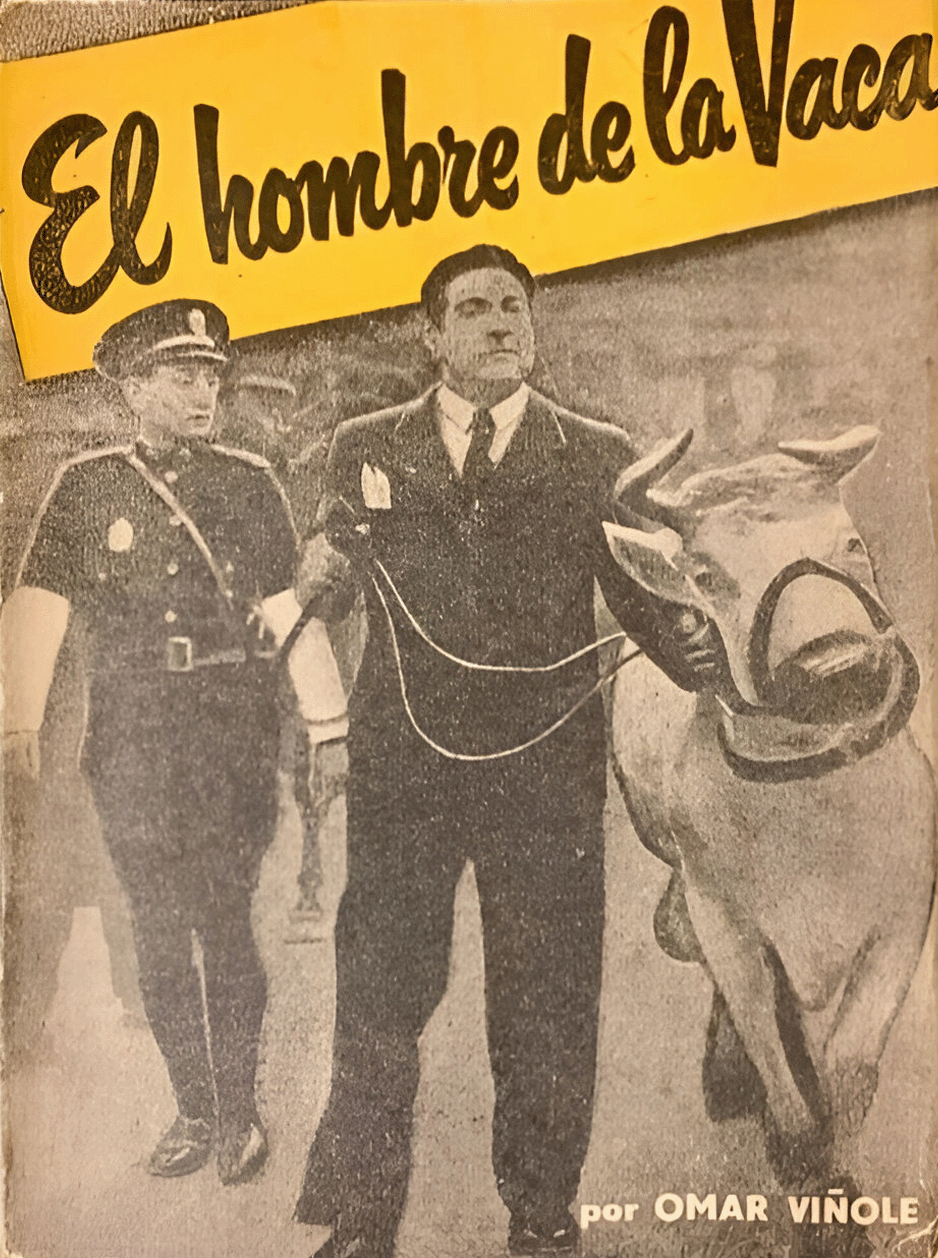
El hombre de la vaca

Viñole fue autor de más de cuarenta libros, que abarcaron distintos géneros como la poesía, la narrativa, los estudios técnicos, el ensayo, las biografías y los panfletos. Su estilo literario se caracterizó por un tono agresivo y un ritmo veloz, con escasa adhesión a las normas convencionales. En sus textos predominaron las imágenes grotescas y un tipo de surrealismo personal. Utilizó un lenguaje escatológico con la intención de provocar y desafiar a la sociedad. De forma deliberada, introdujo errores ortográficos como forma de sátira hacia el lenguaje institucionalizado y como una burla a su propia herramienta de trabajo. Su obra incluía una crítica satírica y mordaz hacia los intelectuales, los políticos y lo que consideraba la hipocresía cultural. 
En cuanto a sus ideas, fue definido como un “moralista cínico-picaresco”, un “materialista circense”, así como también un “anarquista cristiano” o “humanista antiburgués”. Su pensamiento era marcadamente contestatario y expresaba una preocupación de fondo por cuestiones espirituales. A través de sus escritos, cuestionó temas como la felicidad, la ciencia, el ser humano, las razas, la locura y la percepción del presente, recurriendo con frecuencia a la duda cartesiana como único punto de certeza filosófica. Entre sus influencias se encontraron figuras como Rabelais, Quevedo, Nietzsche, Diógenes, Sócrates, San Francisco de Asís y Rousseau. Admirador de Filippo Tommaso Marinetti, se autodefinía como un “futurista agropecuario”, aunque, a diferencia de la exaltación de la máquina, ponía el foco en la fuerza primitiva del animal.
Uno de sus libros más representativos fue El hombre de la vaca (1956), publicado dos décadas después de su etapa de mayor notoriedad pública. En esta obra, escrita con un tono más sobrio y doctrinal, Viñole revisó su propio recorrido artístico, exponiendo los fundamentos filosóficos de su práctica y su concepción del “arte de acción”.

## Últimos años

Carta mecanografiada de Omar Viñole a Bernardo Ezequiel Koremblit - Septiembre de 1953

Hacia fines de la década de 1930, Viñole se retiró a una isla en el delta del Tigre, donde fundó su “Escuela de Meditación” y designó con el título de “Hermanos Azules” a sus discípulos-estudiantes. En ese período, sus performances adquirieron un carácter más introspectivo, como en una performance en la que leyó un poema a dos chanchos y, al finalizar, les ofreció azucenas.
Su escepticismo político se vio alterado tras el golpe militar de 1943. Después de un período con fuertes críticas al peronismo, Viñole se aproximó a este espacio político: colaboró con el diario El Nacional y editó el semanario Tanke en apoyo a la candidatura de Perón. Sin embargo, su vínculo con el peronismo fue parcial y, hacia mediados de la década de 1950, retomó una posición crítica e independiente frente al escenario político nacional.
En el tramo final de su vida, Viñole también se dedicó a la pintura y la escultura. Participó en muestras colectivas como el Salón Nacional (1946 y 1951) y el Salón de Arte Sacro Moderno (1954), y realizó exposiciones individuales de tallas en quebracho y algarrobo.
Falleció en Tigre en 1967.

## Obras

Portada de Jesús en una casa de departamentos

- Portada de Jesús en una casa de departamentos[14]La camiseta del jefe de policía – Editorial Tanke
- A usted le sale sangre – Editorial Tanke
- Jesús en una casa de departamentos – Editorial Tanke
- Lo que la vaca piensa de Buenos Aires – Editorial Tanke
- Como vienen al mundo las palabras – Editorial Ercilla
- Alambres de yeso – Editorial Claridad
- Cien cabezas que se usan – Editorial Claridad
- Cabalgando un silbido – Editorial Tanke
- El hombre que se depiló la ingle– Editorial Claridad
- Mi disconformismo filosófico – Editorial Claridad
- La caligrafía de los juanetes en la arena de Mar del Plata – Editorial Tanke
- El silencio de Dios – Ediciones Anaconda
- El plagio en el parlamento argentino – Editorial Tanke
- Apóstoles, canallas y vividores – Editorial Tanke
- Leche de higos – Editorial Anaconda
- El hombre de la vaca – Editorial Teocracia